# Колокольчики мои
«Колокольчики мои…» — стихотворение Алексея Константиновича Толстого, написанное в 1840-х годах. Открывало цикл «Шесть стихотворений»; впервые вышло в журнале «Современник» в 1854 году. Впоследствии отрывки стихотворения стали хрестоматийным произведением школьной программы и известным романсом (наиболее известна музыка Петра Булахова). В письме к жене в октябре 1856 г. автор назвал это произведение одной из своих «самых удачных вещей».

## Содержание и история написания
Толстой писал «Колокольчики мои…» долго. Ранний вариант имеет иную, четырёхстрочную строфику, и иную, грустную тональность; колокольчики там — хранители памяти о старине. Впоследствии мотив тоски о прошлом родной страны был отодвинут на второй план, а в центре оказалась мысль о России,
призванной объединить все славянские народы.
Стихотворение открывается чудесной картиной малороссийской природы, среди которой вырос автор. Но от природы поэт  легко переходит к истории и даже к политике, что Ю. Айхенвальд считает признаком «внутренней нецельности», неспособности перейти от русского к общечеловеческому. В тексте, положенном в основу романса, политическая составляющая практически не видна; в окончательный вариант стихотворения не вошла также, например, такая строфа:
На одних цвели полях

Древле наши деды,

Русс и чех, хорват и лях

Знали те ж победы!

Будь же солнцем наших стран

И княжи над нами!

Кто на бога и славян

С русскими орлами!

## Образы и связи в литературе
Поскольку «колокольчик» ассоциируется с путешествием на лошадях в основном в России, только в русской поэзии цветы-колокольчики могли получить соответствующие ассоциации. Аналогичные аллюзии имеются у А. Фета («Колокольчик», 1859) и А. Башлачёва («Время колокольчиков»). К этому добавляется и общеевропейский мотив «невинного взгляда» голубых цветов, и перерастание звона колокольчика в гул больших колоколов на колокольнях. Можно возвести к этому стихотворению традицию использования образа колокольчика в гражданском дискурсе русской поэзии.
С данным произведением связан также необычный случай пародии, или, точнее, автопародирования: в №4 «Современника» за 1854 год вышла в свет баллада «Путник» — пародия на «Колокольчики мои» — за подписью Козьмы Пруткова. Как известно, одним из создателей этой литературной маски был автор «Колокольчиков…» А. К. Толстой.
В переводе «Алисы в Стране чудес» Б. Заходера стихотворение пародируется в виде «Крокодильчики мои…» (в оригинале Twinkle, twinkle, little bat… — пародия на не менее хрестоматийное для англоязычной культуры Twinkle, twinkle, little star…).

## География
В стихотворении есть живое и образное описание людей, живших в современных степях Казахстана, — киргиз-кайсаков: так в Российской империи и позднее до 1925 года называли нынешних казахов (по официальной версии, чтобы не путать казахов с казаками).
Киргиз-Кайсацкие степи — официальное название северной части Средней Азии, принятое в Российской империи в XVII—XIX веках, где кочевали киргиз-кайсаки.
Упаду ль на солончак

 Умирать от зною?

Или злой киргиз-кайсак,

 С бритой головою,

Молча свой натянет лук,

 Лежа под травою,

И меня догонит вдруг

 Медною стрелою?